# Fieldrunners 2
Fieldrunners 2 — продолжение игры Fieldrunners в жанре tower defense, от компании Subatomic Studios. Игра была изначально написана для iPhone и iPod Touch и вышла 19 июля 2012 как эксклюзив для iOS. 10 января 2013 игра стала доступна в Steam.

## Геймплей
В Fieldrunners 2 доступны 25 уровней, расположенные на 4 различных локациях. В начале каждого уровня игрок должен выбрать до 6 типов башен и до 3 типов вспомогательных приспособлений, с помощью которых он будет останавливать захватчиков. Также в игре для каждого уровня доступны 3 уровня сложности: обычный (casual), сложный (tough) и геройский (heroic). Как и в любой другой игре этого жанра, игрокам предстоит покупать башни и ставить их на пути бегущих врагов.
Доступны несколько видов карт:
На выживание (Survival)
Классический режим для игр жанра tower defense. Нужно уничтожать врагов любыми доступными средствами. Игра заканчивается, когда количество успешно сбежавших противников достигнет 20. Сила противников зависит от уровня сложности карты.
Внезапная смерть (Sudden Death)
Требуется убить определенное количество врагов (в зависимости от уровня сложности). Игра заканчивается, когда количество успешно сбежавших противников достигнет трёх.
Головоломки (Puzzle Maps)
Задача состоит в том, чтобы с использованием ограниченного количества башен скорректировать путь противника таким образом, чтобы он был уничтожен существующим препятствием (лазером, миной). Игра заканчивается, когда решены все головоломки или когда количество успешно сбежавших противников достигнет определенного значения, которое зависит от уровня сложности.
Забег на время (Time Trial)
Требуется убить определенное количество врагов (в зависимости от уровня сложности) за ограниченное время. Игра заканчивается, когда истекает время.
Уровень сложности влияет не только на силу врагов и условия поражения, но и на количество звёзд (1 за casual, 2 за tough и 3 за heroic) и монет, которые игрок получит в случае успешного прохождения. За монеты в Fieldrunners 2 можно приобретать как вспомогательные приспособления (мины, заморозки и т. п.), так и открывать новые башни, которых в игре целых 25 разновидностей. Заработанные звезды автоматически открывают новые типы башен.